# しんけんワイド大分
『しんけんワイド大分』（しんけんわいどおおいた）は、2012年4月2日から2018年3月30日まで、大分県内のNHK総合で放送されたニュース情報番組である。

## 概要
『ニュースTodayおおいた』の後継番組で2013年度開始。

## キャスター
- 田中逸人 （NHKアナウンサー）メイン 隔週交代
- 南波雅俊 （当時NHKアナウンサー）メイン 隔週交代[1]
- 緒方直加 （NHK契約キャスター）サブ 隔週交代
- 堀愛実 （NHK契約キャスター）サブ 隔週交代
- 寺澤敏行 （NHKアナウンサー）不定期 田中・南波のキャスター代行
- 鈴木聡彦（NHKアナウンサー）不定期　田中・南波のキャスター代行
- 富田典保（NHKアナウンサー）不定期　田中・南波のキャスター代行
- 鈴木遥（NHKアナウンサー）不定期　田中・南波のキャスター代行
- 吉田賢 （NHKアナウンサー）大相撲コーナー解説「本場所開催中のみ」
- 佳留耕太[2] （日本気象協会九州支社）気象コーナー担当

## 放送時間
- 月曜 - 金曜 18:20 - 19:00（2014年3月31日 - 2015年3月27日）
- 月曜 - 金曜 18:10 - 19:00（2015年3月30日 - 2018年3月30日）

## 主なコーナー
- 湯ったり出会い旅
- ちょっと聞いちょくれ
- レポート九州・沖縄（映像及び取材は現地の放送局より提供）

## 過去の出演者
- 千野秀和（NHKアナウンサー）メインキャスター
- 池野健（NHKアナウンサー）メインキャスター 隔週交代
- 高山大吾（NHKアナウンサー）メインキャスター 隔週交代
- 花田宗佑（当時NHKアナウンサー）メインキャスター
- 細田史雄（NHKアナウンサー）メインキャスター代行
- 前川香菜[3]（NHK契約アナウンサー）サブキャスター 隔週交代
- 齊藤済美（NHK契約アナウンサー）サブキャスター 隔週交代
- 佐藤まり絵（NHK契約アナウンサー）サブキャスター 隔週交代